# Корганов, Томас Иосифович
Томас Ио́сифович Корга́нов (6 июля 1925 года, Баку – 30 марта 2015 года, Москва) — советский, российский и армянский композитор, ученик В. А. Цуккермана и В. Я. Шебалина, Заслуженный деятель искусств РСФСР (1984), Кавалер Ордена Дружбы (1997), Лауреат Премии Правительства Москвы.
Похоронен на Троекуровском кладбище Москвы.

## Основные музыкальные произведения
Для хора a cappella
- Лирический хоровой цикл (сл. А. Исаакяна, 1960)
- Я со звездами рядом (сл. Э. Мошковской, 1966)
- Радуга (сл. Б. Дубровина, 1967)
- Четыре настроения (сл. Б. Дубровина, Ф. Искандера, А. Твардовского, 1968)
- Три детских хора (сл. Б. Дубровина, Л. Некрасовой, 1968)
- Человек (сл. Л. Мартынова, В. Шефнера, Б. Дубровина, 1970)
- Пять картин (сл. Э. Мошковской, 1970)
- Три прелюдии и фуги (1972—1975)

Для смешанного хора a cappella, чтеца и группы ударных инструментов:
- «Давид Сасунский», хоровая симфония в трех частях (Три фрески по мотивам одноимённого армянского народного эпоса, 1980)

Для хора и симфонического оркестра
- Оратория «Я живу на свете» (сл. Э. Мошковской, 1972)

Для симфонического оркестра
- Весенняя сюита (1956)
- Маленькая сюита (1968)

Для трубы и симфонического оркестра
- Концерт (1977)

Струнный квартет (1960)
Соната для скрипки и фортепиано (1953)
Соната для флейты и фортепиано (1977)
Соната для альта и фортепиано (1981)
24 пьесы разных степеней трудности для флейты и фортепиано (1970—1976)
Прелюдия, Токката, Постлюдия для органа (1976)
Для хора, солистов) инструментального ансамбля и фортепиано: «Я тоже буду шофером (маленькие сцены на улицах большого города», сл. Э. Мошковской, 1977)
Для голоса и фортепиано: 5 стихотворений на слова С. Щипачева (1963)
Романсы на слова О. Шираза, А. Граши
Песни, в том числе детские
Музыка к драматическим спектаклям, в том числе «Дон-Кихот ведет бой» (МХАТ) и "Смерть Ивана Ильича" (Театр им. Гоголя)
Музыка к кинофильмам
Музыка к радиопостановкам, в том числе:
- «Самый правдивый человек на свете» (1975), режиссер Борис Тираспольский
- «Сказание о Кришне» (1977), режиссер Борис Тираспольский

Обработки греческих и датских песен для детей

## Статьи
- «Кино и музыка. Исследование» (совм. с И. Д. Фроловым). М., 1964
- «Грант Григорян» (в кн.: Грант Григорян. Воспоминания, очерки, статьи. М., 1971)
- «В. Тормис» («МЖ», 1974, № 14)
- «В. Шебалин» («СМ», 1977, № 6)